# كلود لاشانس
كلود لاشانس هو سياسي كندي، ولد في 3 أكتوبر 1947 في Saint-Nazaire-de-Dorchester ‏ في كندا. نشط حزبياً في الحزب الكيبيكي.